# Läspenna

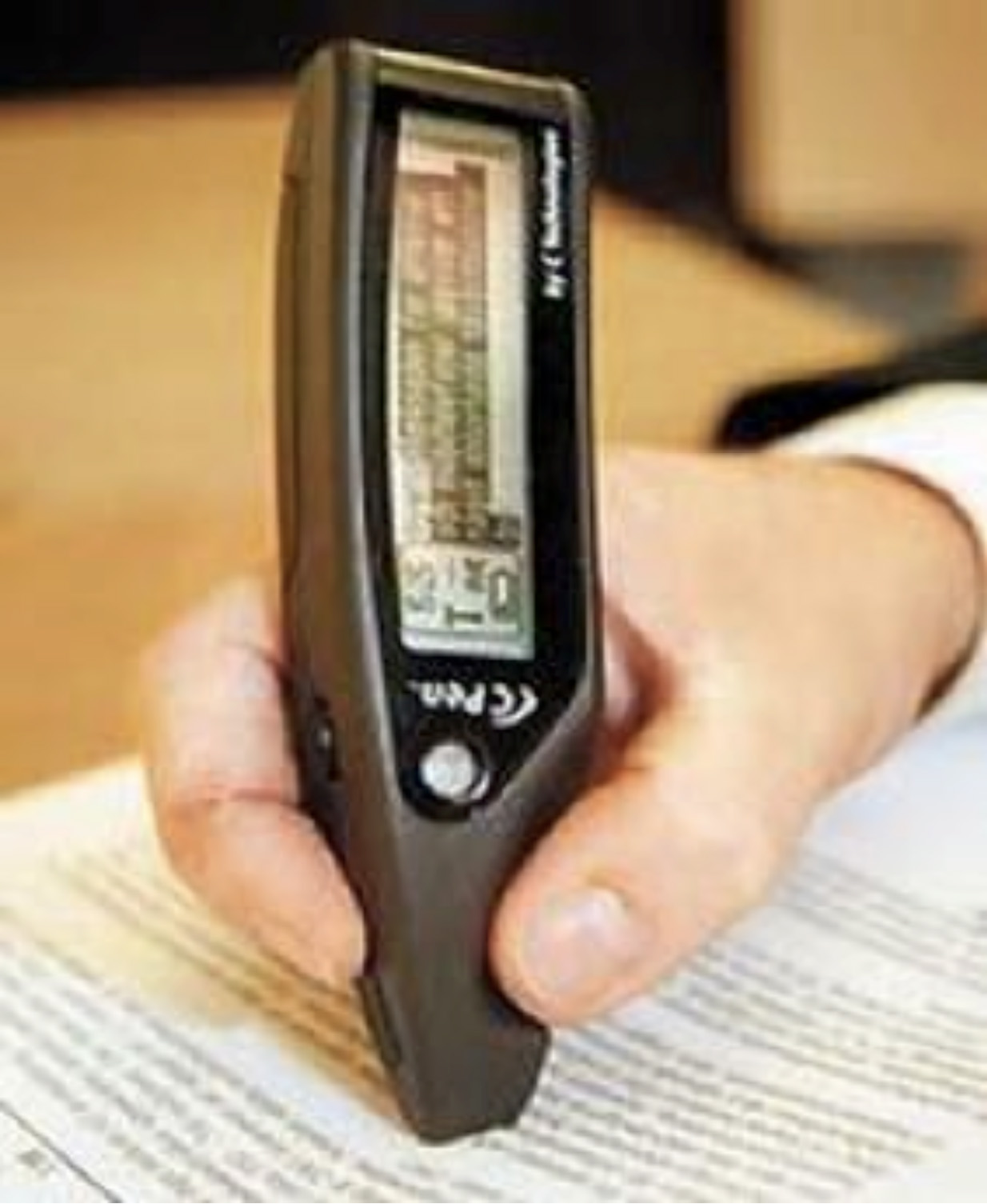
En läspenna, originalet till C-Pen från 1998.

Läspenna, OCR-penna eller C-pen är en handhållen bildläsare i storlek och format som en penna. Den är försedd med ett OCR-program så att den kan läsa av tecken som man för pennan över och överföra den inlästa texten till redigerbar text. Den kan också användas för att läsa in OCR-nummer eller liknande. Läspennor kan ha ett inbyggt översättningsprogram så att ett inläst ord kan presenteras på en liten skärm på enheten.
Pennan är användbar när man ska läsa in långa och krångliga tecken- eller sifferkombinationer, till exempel när man ska skriva av OCR-nummer från fakturor (därav namnet) för inmatning i internetbanker.
I takt med att fler och fler fakturautställare erbjuder elektroniska fakturor, till exempel e-faktura, har behovet minskat.